# Чан

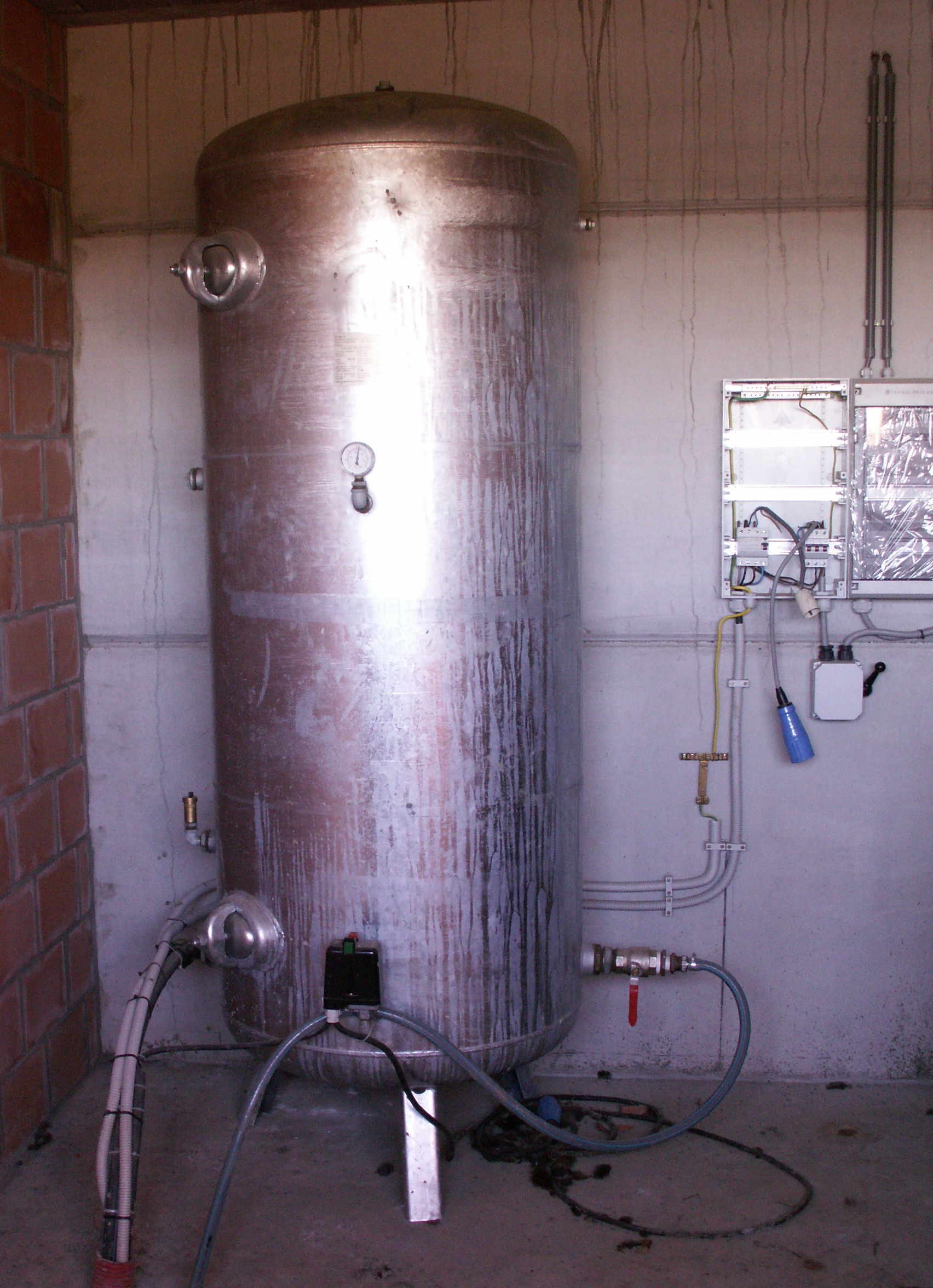

Чан (від д.-рус. дъщанъ — «дощата посудина») — посудина, що формою нагадує великий бак (резервуар) або діжку. Широко застосовується у ряді галузей промисловості, у різноманітних апаратах. Наприклад, у збагаченні корисних копалин використовують контактний чан.